# 慶光院俊
慶光院 俊（けいこういん しゅん、明治36年〈1903年〉3月12日 - 平成2年〈1990年〉3月20日）は、昭和時代から平成時代にかけての日本の神職。伊勢神宮大宮司。

## 生涯

### 庶子に生まれて
1903年（明治36年）、三重県に生まれた。生母は京都府士族籍の女性清水ウタである。慶光院家は伊勢神宮の式年遷宮再興に尽力した慶光院院主の遺跡を継いだ慶光院盈子が維新後に興した家である。父・利敬が二条斉敬の息子であることから、俊は鎌足の直男系男子孫にあたる。俊は、利敬の最初の息子ではあったが庶子であったため家督を継ぐことは無く、のちに分家する。
1916年（大正5年）、三重県立第四中学校に入学。同級生にはのちに日本を代表する映画監督となる小津安二郎がいた。1927年（昭和2年）3月、神宮皇学館第1本科を卒業した。

### 東照宮祠官時代
神宮皇学館卒業後、同年中に日光東照宮に赴任し、翌1928年（昭和3年）には同宮主典に任じられた。数年後、同級生の小津から「俺、今度撮影するんだが陽明門の前でやらせろ」（『陽のあたる家』, p. 116）と言われ、開門前に『お嬢さん』のワンシーンを撮影させた。開門時間以外に人を入れるのは規則違反であったが、「東照宮の宣伝」という解釈を以て、藤巻正之宮司からは少し叱られたのみであった。

### 諸社を転任して
1937年（昭和12年）、鶴岡八幡宮禰宜に就任した。1938年（昭和13年）4月16日、熱田神宮権宮司に任じられ、5月16日には初めての叙位として正七位に叙された。
1941年（昭和16年）8月2日、愛知縣護國神社社司を兼任した。1942年（昭和17年）3月19日、熱田神宮権宮司・愛知縣護國神社社司から結城神社宮司へ転任した。

### 神宮祠官として

#### 神宮禰宜
1944年（昭和19年）、伊勢神宮禰宜に転任し、高等官六等に叙された。さらに1946年（昭和21年）1月には高等官五等に陞叙した。神宮司庁に於いては、同年2月3日に文化課長に就任した。1956年（昭和31年）6月には秘書課長に就任、のち秘書部長に昇進した。
神宮禰宜を務める傍ら、皇学館再興にも尽力した。1946年（昭和21年）11月16日、五十鈴会の常任理事に就任した。
1962年（昭和37年）1月10日、皇學館後援会三重県本部結成総会が神宮祭主職舎（旧慶光院）で開かれ、俊も禰宜として櫻井勝之進禰宜と共に出席した。同年3月23日には学校法人理事・教授初顔合会が開かれ、これには常任理事として出席した。
1963年（昭和38年）6月1日、同年4月に開校した皇學館高等学校の保護者会が結成され、その初代会長に就任した。1964年（昭和39年）5月17日、保護者総会にて慶光院会長が再任し、1965年（昭和40年）5月15日の総会でも会長職に留任することが決定した。
1971年（昭和46年）12月24日、学校法人皇學館大学常任理事に就任した。

#### 神宮少宮司
| \| \| \| \| \| 二条斉敬 \| \| \| \| \| \| \| \| \| \| \| \| \| \| \| \| \| \| \| \| \| \| \| \| \| \| \| \| \| \| \| \| \| \| \| \| \| \| \| \| \| \| \| \| \| \| \| \| \| \| \| \| \| \| \| \| \| \| \| \| \| \| \| \| \| \| \| \| \| \| \| \| \| \| \| \| \| \| \| \| \| \| \| 二条正麿 \| 二条正麿 \| 二条正麿 \| 二条正麿 \| 二条正麿 \| 二条正麿 \| \| \| 慶光院利敬 \| 慶光院利敬 \| 慶光院利敬 \| 慶光院利敬 \| 慶光院利敬 \| 慶光院利敬 \| \| \| \| \| \| \| \| \| \| \| \| \| \| \| \| 二条正麿 \| 二条正麿 \| 二条正麿 \| 二条正麿 \| 二条正麿 \| 二条正麿 \| \| \| 慶光院利敬 \| 慶光院利敬 \| 慶光院利敬 \| 慶光院利敬 \| 慶光院利敬 \| 慶光院利敬 \| \| \| \| \| \| \| \| \| \| \| \| \| \| \| \| 二条弼基 \| 二条弼基 \| 二条弼基 \| 二条弼基 \| 二条弼基 \| 二条弼基 \| \| \| 慶光院俊 \| 慶光院俊 \| 慶光院俊 \| 慶光院俊 \| 慶光院俊 \| 慶光院俊 \| \| \| \| \| \| \| \| \| \| \| \| \| \| \| |          |          |          |          |          |  |  |            |            |            |            |            |            |  |  |  |  |  |  |  |  |  |  |  |  |  |  |
| 実父・実子を優先した。 |          |          |          |          |          |  |  |            |            |            |            |            |            |  |  |  |  |  |  |  |  |  |  |  |  |  |  |
| |          |          |          | 二条斉敬 |          |  |  |            |            |            |            |            |            |  |  |  |  |  |  |  |  |  |  |  |  |  |  |
| |          |          |          |          |          |  |  |            |            |            |            |            |            |  |  |  |  |  |  |  |  |  |  |  |  |  |  |
| |          |          |          |          |          |  |  |            |            |            |            |            |            |  |  |  |  |  |  |  |  |  |  |  |  |  |  |
| 二条正麿 | 二条正麿 | 二条正麿 | 二条正麿 | 二条正麿 | 二条正麿 |  |  | 慶光院利敬 | 慶光院利敬 | 慶光院利敬 | 慶光院利敬 | 慶光院利敬 | 慶光院利敬 |  |  |  |  |  |  |  |  |  |  |  |  |  |  |
| 二条正麿 | 二条正麿 | 二条正麿 | 二条正麿 | 二条正麿 | 二条正麿 |  |  | 慶光院利敬 | 慶光院利敬 | 慶光院利敬 | 慶光院利敬 | 慶光院利敬 | 慶光院利敬 |  |  |  |  |  |  |  |  |  |  |  |  |  |  |
| 二条弼基 | 二条弼基 | 二条弼基 | 二条弼基 | 二条弼基 | 二条弼基 |  |  | 慶光院俊   | 慶光院俊   | 慶光院俊   | 慶光院俊   | 慶光院俊   | 慶光院俊   |  |  |  |  |  |  |  |  |  |  |  |  |  |  |

1974年（昭和49年）5月31日、父利敬の言わば極官であった伊勢神宮少宮司に任じられ、神社本庁理事となった。6月5日、前任の田中喜芳と共に宮殿「鳳凰の間」で昭和天皇に拝謁した。昭和天皇へは同年11月8日の式年遷宮後の神宮参拝や、翌1975年（昭和50年）10月25日の訪米帰国奉告参拝の際にも、徳川宗敬大宮司と共に拝謁した。
1976年（昭和51年）3月2日、徳川大宮司が退任し、二条弼基が後任の大宮司に就任した。俊は二条大宮司の従兄に当たり、大少宮司を従兄弟同士が務めることになった（関係系図を参照）。
このとき皇學館大学は、1982年（昭和57年）に創立百周年を迎えるため、それに関連する諸事業が行われていた。創立百周年記念刊行物『神宮古典籍影印叢刊』に於いては、二条大宮司と共に顧問に名を連ねた。また、1980年（昭和55年）7月7日の創立百周年記念講堂地鎮祭に来賓として二条大宮司と共に出席した。
1981年（昭和56年）2月、50年以上の長きに亘る神明奉仕の功労を以て、神社本庁長老の称号と鳩杖を贈られた。
1985年（昭和60年）6月24日、二条大宮司に代わって勅使参向の神社宮司33名と共に昭和天皇に拝謁した。8月28日、二条大宮司は帰幽した。
また、少宮司時代には一色神社の社名額を揮毫した。

#### 神宮大宮司
1985年（昭和60年）10月7日、推薦の上申を昭和天皇が承認したことにより、俊は神社本庁理事を辞して伊勢神宮大宮司に昇任した。神宮に於いて少宮司から大宮司への昇進は異例のことであった。以降毎年6月には、大宮司として勅使参向の神社宮司33名と共に昭和天皇に拝謁した。
1987年（昭和62年）には、青森市にある善知鳥神社の正遷座1180年祭を記念して、特に取り計らって神宮楽部に「善知鳥舞（うとうまい）」を制作させたが、これは青森の永久の安寧を願い、善知鳥（うとう）という鳥の親子の情愛を表現した舞である。
1988年（昭和63年）4月、腸部疾患により入院し手術、一時恢復した。10月27日、大宮司として健康上の理由による鷹司和子神宮祭主の退任と池田厚子の新神宮祭主奉戴を申し出た。翌10月28日、昭和天皇は体調を崩していた中でこれを承認し、同日池田厚子が祭主に就任した。
1989年（平成元年）11月3日、病体に鞭打って宇治橋渡始式に奉仕したが、再び入院することになった。
1990年（平成2年）3月12日午前1時50分、入院先の日本赤十字社山田病院にて、大宮司在任中のまま87歳で帰幽した。家族で密葬が行われたのち、4月24日に細川護貞神社本庁統理が葬儀委員長となり、三重県営体育館にて神宮司庁葬が斎行された。神号は慶光院俊大人命（けいこういんしゅんうしのみこと）。
後任の大宮司には久邇邦昭が5月15日に就任し、俊が祖先と同じように準備に取り組んでいた第61回神宮式年遷宮を1993年（平成5年）に斎行した。

### 慶光院俊奨学金
俊の一年祭終了後、妻の澄江が皇學館大学に寄付金を贈った。これを基金として1992年（平成4年）4月1日、「慶光院俊奨学金（けいこういんしゅんしょうがくきん）」が創設されたが、これは神職課程履修者中の優秀者の3年生および4年生の各1名に対して、年額10万円の給付を行うものである。
2016年（平成28年）12月には皇室制度史学者の辻󠄀博仁が受賞した。

## 人物
- 趣味はスポーツである[1]。
- 豚捨が経営する「若柳」の名は、俊がこれを与えたという[* 1]。

## 栄典
位階
- 昭和13年（1938年）05月16日、叙正七位[12]
- 年月日不明、叙従六位[43]